# Walter Mondale
Walter Mondale (Ceylon, Minnesota, 1928. január 5. – Minneapolis, Minnesota, 2021. április 19.) amerikai jogász és politikus, 1977 és 1981 között az Egyesült Államok 42. alelnöke Jimmy Carter kormányzása alatt. 1964 és 1976 között Minnesota szenátora. Az 1984-es elnökválasztáson a Demokrata Párt elnökjelöltje, de hatalmas vereséget szenvedett az újra induló Ronald Reagan elnöktől, a republikánusok jelöltjétől. Reagan az 50-ből 49 államot vitt magával, Mondale csak szülőföldjét, Minnesotát és Columbia kerületet.

## Élete
A minnesotai Ceylonban született. Tanulmányait 1951-ben végezte el a Minnesotai Egyetemen. Ezután az amerikai hadseregben szolgált a koreai háború alatt, majd 1956-ban jogi diplomát szerzett. 1955-ben vette feleségül Joan Adamst, házasságukból egy lány és egy fiú született. A Minneapolisban ügyvédként dolgozó Mondale-t 1960-ban Orville Freeman kormányzó Minnesota legfőbb ügyészévé nevezte ki. Karl Rolvaag kormányzó nevezte ki a Szenátusba Hubert Humphrey lemondása után, akit 1964-ben alelnökké választottak. Mondale-t 1966-ban választották meg teljes szenátori ciklusra, majd 1972-ben újraválasztották. 1976-ban lemondott szenátori posztjáról, mivel az 1976-os elnökválasztáson alelnökjelöltként indult. Szenátorként támogatta a fogyasztóvédelmet, a tisztességes lakhatást, az adóreformot és a szegregációellenességet.  
1976-ban Jimmy Carter, a demokraták elnökjelöltje Mondale-t választotta alelnökjelöltjének és legyőzték a második ciklusért induló Gerald Ford elnököt, a republikánus jelöltet. Carter és Mondale népszerűségét hivatali ideje alatt sértette a romló gazdaság, az infláció és a magas munkanélküliség is. Az 1980-as választást súlyosan el is veszítették Ronald Reagan republikánus jelölttel szemben. 1984-ben Mondale elnyerte pártja jelöltségét és kampányolt az Egyesült Államokban és a Szovjetunióban való nukleáris fegyverek telepítésének és gyártásának leállításáért, a egyenlő jogokért és az államadósság csökkentéséért. Futótársa, Geraldine Ferraro képviselő volt az Egyesült Államok első női alelnökjelöltje, elvesztették a választást Reagan ellen.   
Veresége után ismét ügyvédként tevékenykedett Minnesotában. Bill Clinton elnök 1993-ban Japán amerikai nagykövetévé nevezte ki, 1996-ban vonult vissza. 2002-ben a Minnesotai Demokrata-Farmer-Munkáspárt Paul Wellstone szenátort újra jelölte, ám Wellstone egy repülőbaleset során meghalt és a párt Mondale-t jelölte a szenátusi választásra. Mondale azonban vereséget szenvedett a republikánusoktól. Továbbra is ügyvéd volt és a Demokrata Pártban maradt. Később részmunkaidős tanári állást vállalt a Minnesotai Egyetemen. 